# Punto imbastitura
L'imbastitura è una cucitura provvisoria utilizzata in sartoria, eseguita a mano o a macchina, in cui i punti, sostituendo i definitivi, vengono cuciti con tratti e spazi più ampi; una volta provato il modello si può eseguire la cucitura finale, e rimuovere quindi i punti di imbastitura con una levapunti.
Solitamente per imbastire si utilizza un filo, più spesso e morbido di quello usato per la cucitura definitiva, di colore écru che prende il nome dal suo utilizzo.